# 清水之盟
清水之盟，即清水会盟，唐蕃清水之盟，是唐朝在建中四年（783年），与吐蕃第六次会盟、第三次议定边界。在此次会盟中，唐割让了被吐蕃占领的凤翔以西的广大地区与吐蕃和好。不过吐蕃对合盟并无诚意，最终酿成平凉会盟上唐廷盟官被捕杀，唐盟使渾瑊逃跑的劫盟恶果。
763年安史之乱后，吐蕃军队大举进攻唐朝并占领长安15天。唐代宗匆忙逃往陕州。虽然吐蕃事后退兵，但吐蕃占领了凤翔以西的广大地区。779年，唐代宗病逝后，唐德宗主动派遣使者谋求与吐蕃和好，诏书中改“献”为“进”，“赐”为“寄”，“领取”为“领之”。以表示两国的对等地位。建中四年（783年），陇右节度使张镒与幕府齐映、齐抗、鸿胪卿崔汉衡、计会使于頔、樊泽、入蕃使判官常鲁在清水县，与吐蕃大相尚结赞、大将论悉颊藏、论臧热、论利陀、论力徐会盟，厘定两国边界：“唐地泾州右尽弹筝峡，陇州右极清水，凤州西尽同谷，剑南尽西山、大度水。吐蕃守镇兰、渭、原、会，西临洮，东成州，抵剑南西磨些诸蛮、大度水之西南。尽大河北自新泉军抵大碛，南极贺兰橐它岭，其间为闲田。二国所弃戍地毋增兵，毋创城堡，毋耕边田。”
之後，爆发了泾原兵变，吐蕃表示可以帮助唐朝平叛，唐德宗答应让出安西和北庭，吐蕃后来仅出一偏师二万，叛乱平定后，唐德宗想让驻守西域的李元忠与郭昕回长安，被李泌劝止。786年，吐蕃入侵唐朝，叛盟，之后第七次会盟就是平凉會盟。